# بی‌بی‌یون
بی‌بی‌یون مجموعه ای تلویزیونی به کارگردنی حسین پناهی محصول سال ۱۳۷۴ است. این مجموعه تلویزیونی اولین بار در سال ۱۳۷۷ از شبکه ۱ سیمای جمهوری اسلامی ایران پخش شد

## سازندگان
- کارگردان: حسین پناهی
- نویسنده: حسین پناهی
- فیلمبردار: ناصر محمود کلایه
- برنامه‌ریز: شهلا بهاری
- طراح لباس: آزیتا مصباح
- چهره‌پردازی: فاطمه اردکانی - نریمان محتشم
- منشی صحنه: طیبه کبیری
- تهیه‌کننده: محمدعلی اسلامی

ساخت: ۱۳۷۴ شبکه یک سیما

## بازیگران
- حسین پناهی
- فهیمه راستکار
- رضا کرم‌رضایی
- ژاله علو
- گوهر خیراندیش
- سیما تیرانداز
- منوچهر حامدی
- فقیهه سلطانی
- گلبرگ ابوترابیان
- فریده سپاه‌منصور
- باقر صحرارودی
- ابراهیم‌آبادی
- تانیا جوهری
- عزیزالله هنرآموز
- میرصلاح حسینی
- مهری مهرنیا
- محمدتقی شریفی
- شاپور بخشائی
- محسن آراسته
- مهوش وقاری
- محسن قاضی مرادی
- حسن میرباقری
- سینا پناهی
- عادل رقابتی
- حسن سجادی حسینی
- حمید زاهدی
- مژگان رودبارانی
- بهیه کیمیائی
- فاطمه سالاریان
- مینو زاهدی
- فاطمه خدایار
- شروین نجفیان
- مینا میرحسینی
- حمید زارعی
- افسانه رودبارانی
- ماریا رقابتی
- نادیا رقابتی
- مارال بصیری
- سعیده گروسی
- حمیده گروسی
- حمیده غیاثی

## حواشی
حسین پناهی در سال ۱۳۷۴ فیلمنامه این مجموعه تلویزیونی را نوشت آن را کارگردانی کرد و در آن نقش‌آفرینی نمود اما در همان سال‌ها مجموعه تلویزیونی توقیف و چند سال بعد نسخه سانسور شده آن در حدود دو-سوم مجموعه از تلویزیون نمایش داده شد. مجموعه تلویزیونی بی‌بی‌یون ساختاری اپیزودیک دارد و داستان هر اپیزود به قسمتی با داستان‌های دیگر مرتبط می‌باشد. در داستان‌های بی‌بی‌یون آشکارا می‌توان رگه‌هایی از اشعار حسین پناهی را دید و گاه اشعار وی را در دیالوگ‌ها شنید.